# Кованьківка
Кованькі́вка —  село в Україні, у Новоселівській сільській громаді Полтавського району Полтавської області. Населення становить 140 осіб. До 2017 орган місцевого самоврядування — Надержинщинська сільська рада.

## Географія
Село Кованьківка знаходиться на правому березі річки Свинківка, вище за течією на відстані 1 км розташоване село Забаряни, на протилежному березі - село Надержинщина.

## Населення

### Мова
Розподіл населення за рідною мовою за даними перепису 2001 року:
| Мова       | Кількість | Відсоток |
| ---------- | --------- | -------- |
| українська | 137       | 97.86%   |
| російська  | 3         | 2.14%    |
| Усього     | 140       | 100%     |

## Історія
12 червня 2020 року, відповідно до розпорядження Кабінету Міністрів України № 721-р «Про визначення адміністративних центрів та затвердження територій територіальних громад Полтавської області», село увійшло до складу Новоселівської сільської громади.
19 липня 2020 року, в результаті адміністративно - територіальної реформи та ліквідації Полтавського району(1925-2020), село увійшло до складу новоутвореного Полтавського району.